# Walter Q. Gresham

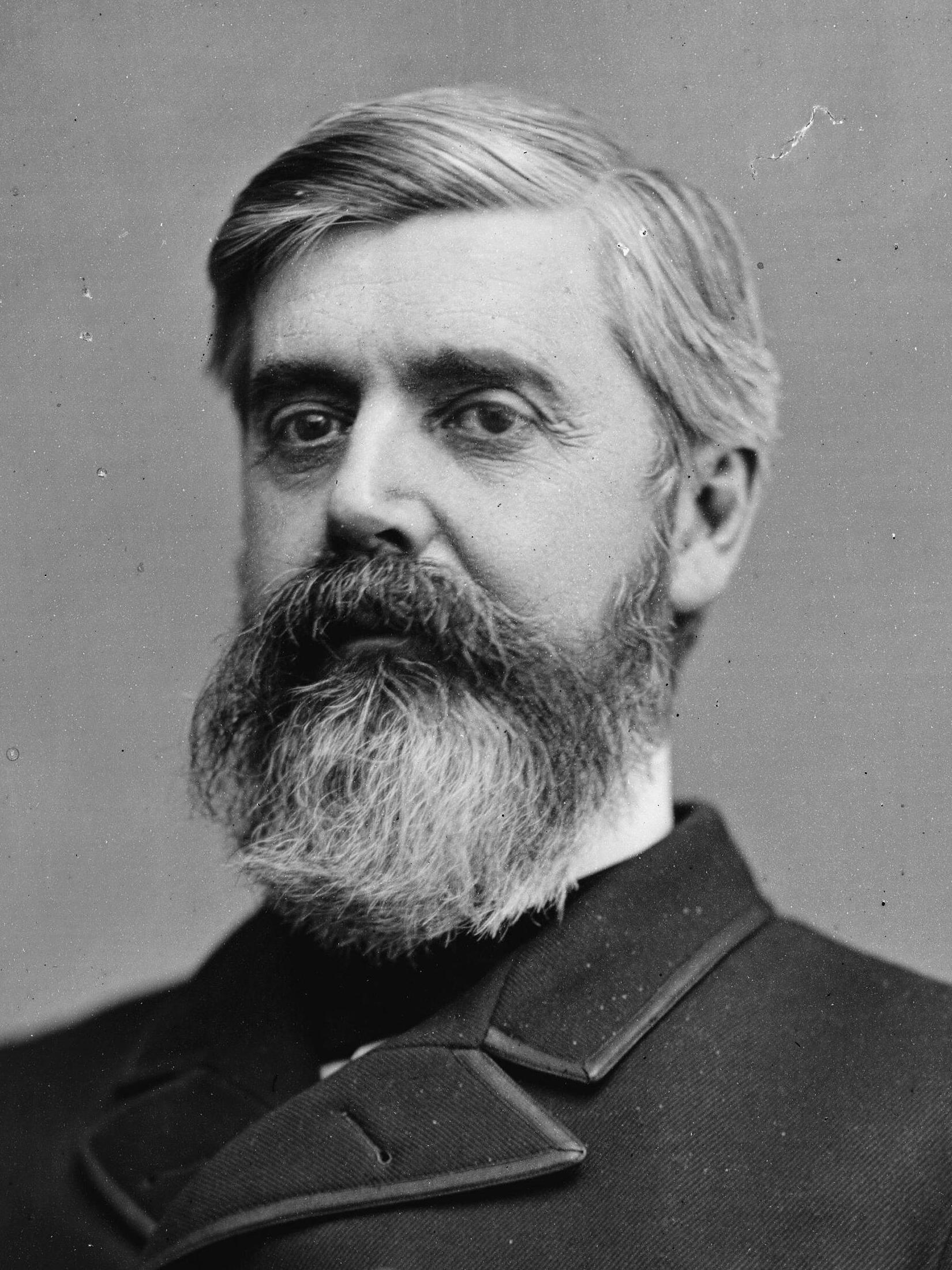
Walter Q. Gresham

Walter Quintin Gresham (* 17. März 1832 bei Lanesville, Harrison County, Indiana; † 28. Mai 1895 in Washington, D.C.) war ein US-amerikanischer Jurist und Politiker. Er war Postminister, Finanzminister und Außenminister der Vereinigten Staaten.

## Leben
Gresham verbrachte zwei Jahre auf einer Akademie in Corydon und ein Jahr auf der Indiana University in Bloomington. Danach studierte er die Rechtswissenschaften und wurde 1854 als Anwalt vor Gericht zugelassen. Bei der Präsidentschaftswahl 1856 war er als Sprecher der republikanischen Kampagne aktiv. 1860 wurde er als republikanischer Kandidat eines eigentlich demokratischen Wahlkreises in das Repräsentantenhaus von Indiana gewählt. Hier war er als Vorsitzender des Ausschusses für Militärangelegenheiten maßgeblich an der Vorbereitung der Truppen aus Indiana für den Dienst in der Bundesarmee beteiligt.
Mit Ausbruch des Bürgerkrieges 1861 wurde er Kommandeur des 53. Indiana Freiwilligen-Infanterieregiments. Er nahm 1862 am Tennessee-Feldzug von Ulysses S. Grant und an der ersten Schlacht von Corinth sowie an der Schlacht um Vicksburg teil, bei der er eine Brigade führte. Im August 1863 wurde er zum Brigadegeneral befördert und ihm wurde das Kommando der Bundestruppen bei Natchez (Mississippi) zugeteilt. 1864 kommandierte er eine Division des 17. Armeekorps im Atlanta-Feldzug von William T. Sherman, wurde jedoch am 20. Juli vor der Schlacht von Atlanta derart verwundet, dass er aus dem aktiven Dienst ausscheiden musste und den Rest seines Lebens hinkte. 1865 erhielt er den Brevet-Rang eines Generalmajors.
Nach dem Krieg übte er in New Albany, Indiana, seinen Beruf als Anwalt aus. 1869 wurde er von US-Präsident Ulysses S. Grant zum Richter am Bundesbezirksgericht für Indiana ernannt. Im April 1883 löste er Timothy Otis Howe als Postmaster General im Kabinett von Chester A. Arthur ab. Dabei nahm er aktiv an der Zerschlagung der Louisiana Lottery teil. Im September 1884 wurde er als Finanzminister Nachfolger von Charles J. Folger. Er trat jedoch bereits einen Monat später von diesem Posten zurück, um die Berufung zum Richter am neu eingerichteten Bundesberufungsgericht für den 7. Gerichtskreis wahrzunehmen.
Gresham bewarb sich 1884 und 1888 um die Nominierung der Republikaner zu den jeweiligen Präsidentschaftswahlen, im letzteren Jahr lag er bei der Abstimmung zwischenzeitlich vorne. Jedoch konnte er sich mit der Zeit nicht mehr mit den Führern und der Politik der Republikaner anfreunden. Daher befürwortete er 1892 die Wahl des demokratischen Präsidentschaftskandidaten Grover Cleveland. Nach dessen Wahl gehörte Gresham vom 7. März 1893 bis zu seinem Tod am 28. Mai 1895 in Washington als Außenminister dem Kabinett Cleveland II an.